# Atol Wotje
O Atol Wotje é um atol de 75 ilhas situado no Oceano Pacífico em 9° 26' 30" N 170° 01' E. Encontra-se nas Ilhas Ratak. 
A área total é de 8 km², e a lagoa que as ilhas circundam tem cerca de 624 km².